# Привремени орган града Београда
Привремени орган града Београда је посебан орган који у ванредним околностима привремено обавља текуће и неодложне послове из надлежности Скупштине града Београда и извршних органа града Београда утврђене законом и Статутом града, до конституисања Скупштине и избора извршних органа након одржавања избора, а у складу са законом.
Привремени орган има председника и четири члана. Председника и чланове Привременог органа именује Влада Републике Србије посебним решењем. Председник организује рад Привременог органа, председава његовим седницама и обавља друге послове које му Привремени орган повери. Привремени орган именује секретара Привременог органа.
До сада је Привремено веће формирано два пута — новембра 2013. и октобра 2023. године.

## Привремени орган 2013—2014.
Први Привремени орган града Београда формиран је 18. новембра 2013. одлуком Владе Републике Србије. Формиран је у тренутку политичке кризе у градској власти коју је чинила коалиција странака око Демократске странке (Избори за бољи Београд) и коалиција СПС—ПУПС—ЈС и смене градоначелника Драгана Ђиласа, 24. септембра 2013. године. Након смене Ђиласа, вршилац дужности градоначленика требао је да постане председник Скупштине града, али се на овој дужности није налазио нико пошто је дотадашњи председник Саша Антић 30. августа поднео оставку због именовања на дужност министра. Вршилац дужности председника Скупштине града и градоначелника Београда постао је тада потпредседник Скупштине града Београда Зоран Алимпић, али како Скупштина града Београда није оджрана у законском року, Влада Србије је донела одлуку о формирању Привременог органа.
- Чланови Привременог органа:[2]

| Председник | Синиша Мали, СНС                                                                |
| Чланови    | Андреја Младеновић, ДСС Никола Никодијевић, СПС Татјана Пашић, ДС Небојша Човић |
| Секретар   | Горан Весић, СНС                                                                |

Привремени орган града Београда постојао је укупно 156 дана — од 18. новембра 2013. до 23. априла 2014.	када је након градских избора одржаних 16. марта 2014. формирана нова Скупштина града Београда.

## Привремени орган 2023—2024.
Други Привремени орган града Београда формиран је 30. октобра 2023. одлуком Владе Републике Србије, након оставке градоначелника Београда Александра Шапића, коју је поднео 29. септембра. Како Скупштина града Београда није у законском року изабрала новог градоначелника, Влада је распустила Скупштину и формирала Привремени орган. Рад Привременог органа био је предвиђен до формирања нове Скупштине града, након градских избора одржаних 17. децембра 2023, али како ниједна странка или коалиција нису имали потребну већину, његов рад је продужен до нових градских избора одржаних 2. јуна 2024. године.
- Чланови Привременог органа:[1]

| Председник | Александар Шапић, СНС                                                                             |
| Чланови    | Добрица Веселиновић, ЗЛФ Александар Мирковић, СНС Никола Никодијевић, СПС Владимир Обрадовић, СПН |
| Секретар   | Мирјана Радановић, СНС                                                                            |

Привремени орган града Београда постојао је укупно 235 дана — од 30. октобра 2023. до 21. јуна 2024. када је након градских избора одржаних 2. јуна 2024. формирана нова Скупштина града Београда.